# دون فريد
دون فريد هو مغني وكاتب أغاني كندي، ولد في 1949 في نيو ويستمينيستر في كندا.

## وصلات خارجية
- دون فريد على موقع IMDb (الإنجليزية)
- دون فريد على موقع ميوزك برينز (الإنجليزية)
- دون فريد على موقع أول ميوزيك (الإنجليزية)
- دون فريد على موقع ديسكوغز (الإنجليزية)